# Вільшанська волость (Лебединський повіт)
Вільшанська волость — адміністративно-територіальна одиниця Лебединського повіту Харківської губернії.
На 1862 рік до складу волості входили:
- слобода Вільшана;
- хутір Миколаївський;
- хутір Дігтярівка;
- хутір Філоновів;
- хутір Кушнірів;
- хутір Данніків;
- хутір Світлоголовщина;
- хутір Ічиків;
- хутір Пустовойтів;
- хутір Саїв;
- хутір Чернців;
- хутір П'ятидуб;
- хутір Сердюків;
- хутір Рудоман;
- хутір Тучин;
- хутір Фартушний;
- хутір Тимченків.

Найбільші поселення волості станом на 1914 рік:
- слобода Вільшана — 6831 мешканець;
- село Козельне — 1502 мешканці;
- село Дмитрівка — 1385 мешканців;
- село Зеленківка — 1867 мешканців.

Старшиною волості був Шаповал Михайло Дмитрович, волосним писарем — Сипченко Гнат Прокопович, головою волосного суду — Безмертний Порфірій Васильович.